# Bruyères (Debussy)
Pour un article plus général, voir Préludes de Debussy.
Pour les articles homonymes, voir Bruyère (homonymie).
Bruyères est le cinquième prélude du deuxième livre des Préludes pour piano de Claude Debussy. 

## Présentation
Bruyères est composé entre 1911 et 1912, et créé à Paris le 8 avril 1913 à la salle Érard, par la pianiste Norah Drewett (en). L'œuvre est également donnée au sein du cycle complet du deuxième livre des Préludes, le 12 juin 1913 à Londres, au Aeolian Hall, par Walter Rummel.
La partition est publiée par Durand en 1913.

## Analyse et commentaires
Bruyères, d'une durée moyenne d'exécution de trois minutes environ, est en la bémol majeur, « calme, doucement expressif », à 
.
La pièce marque dans le cahier « un retour momentané à la consonance, à la simplicité, voire à la naïveté ». Avec « sa paisible mélopée du chalumeau d'un berger [...] résonant dans la lande silencieuse », le prélude, « par sa structure pentaphone celtique, [...] nous fait reconnaître en ce pâtre un lointain cousin de La fille aux cheveux de lin » : même « ondulante souplesse, même fraîcheur bucolique de la mélodie, même harmonisation d'accords parfaits, même quotidiennes cadences ».

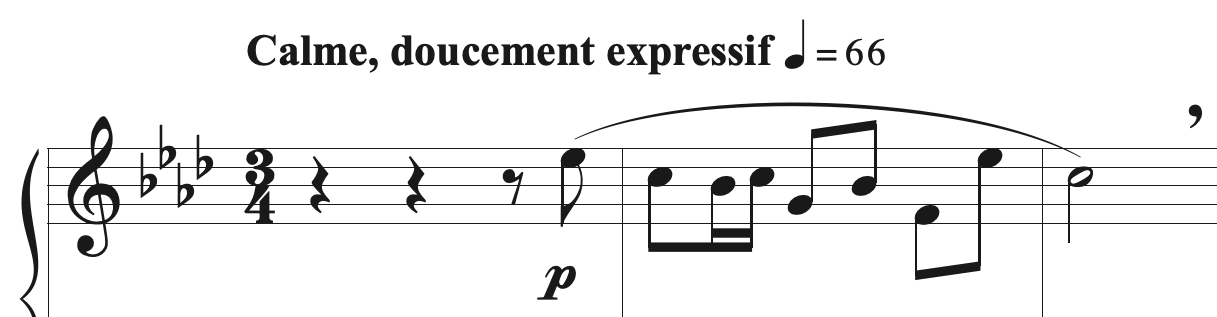
Début de Bruyères (mélopée initiale).

Pour Alfred Cortot, le morceau évoque « la poésie agreste et familière d'un sous-bois où le parfum pénétrant de la terre se joint au sourd éclat des taches violacées ».
Dans le catalogue des œuvres du compositeur établi par le musicologue François Lesure, Bruyères porte le numéro L 131 (123) no 5.

## Discographie sélective
- Debussy : Piano works Vol. 4, François-Joël Thiollier (piano), Naxos 8.553293, 1998[8].
- Debussy: Préludes, Steven Osborne (piano), Hyperion Records CDA 67530, 2006[9].
- Debussy : Complete Works for Piano, Volume 1, Jean-Efflam Bavouzet (piano), Chandos Records CHAN 10421, 2007[10].
- Debussy : The Solo Piano Works, Noriko Ogawa (piano), BIS Records CD 1955/56, 2012[11].
- Claude Debussy : The complete works, CD 4, Yuri Egorov (piano), Warner Classics, 2018[12].

Nicolas Horvath, joue la première version de 1912, dotée d'une introduction différente (juillet 2019, « Les œuvres pianistiques inconnues de Debussy » Grand Piano GP822)